# Hinte
Hinte é um município da Alemanha localizado no distrito de Aurich, estado de Baixa Saxônia.